# Appio Claudio Pulcro (console 38 a.C.)
Appio Claudio Pulcro (in latino Appius Claudius Pulcher; fl. I secolo a.C.) è stato un politico romano.

## Biografia
Figlio primogenito di Gaio Claudio Pulcro, pretore nel 56 a.C., fu adottato dallo zio Appio Claudio Pulcro, console nel 54 a.C. e per questo motivo prese il praenomen con cui è conosciuto.
Dopo l'uccisione di Publio Clodio Pulcro, Appio, con il fratello che portava lo stesso nome, accusarono Milone dell'assassinio del loro parente e con l'aiuto decisivo di Pompeo riuscirono a farlo condannare all'esilio.
Nel 50 a.C. condusse dalla Gallia in Italia le due legioni che Gaio Giulio Cesare rese a Pompeo.
Nel 38 a.C. fu eletto console  con Gaio Norbano Flacco.